# Complesso parrocchiale di Ploudiry

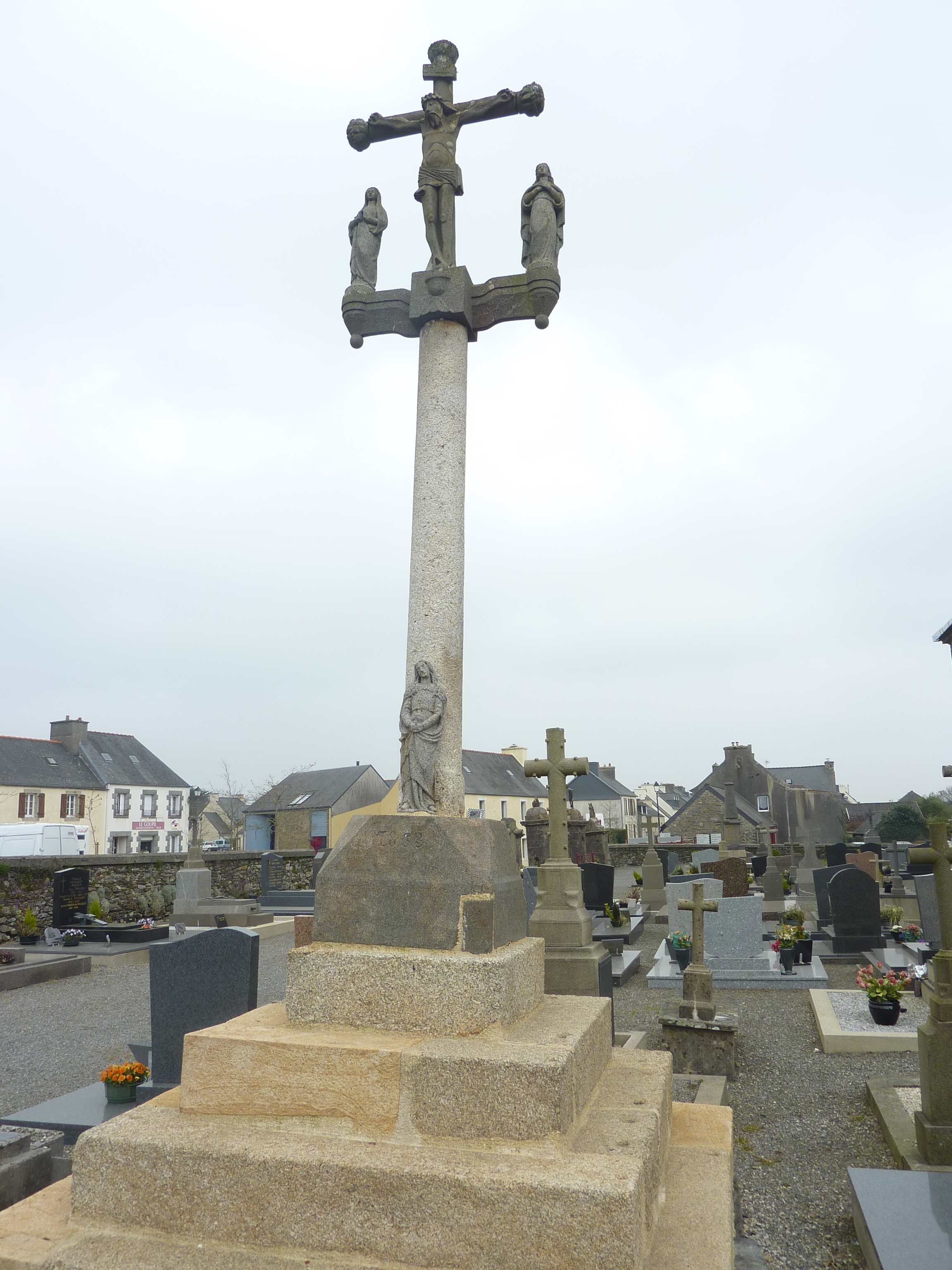
Il calvario del complesso parrocchiale di Ploudiry

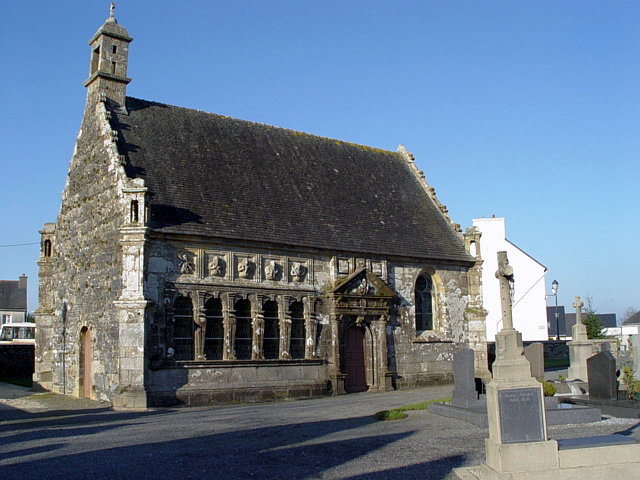
L'ossario del complesso parrocchiale di Ploudiry

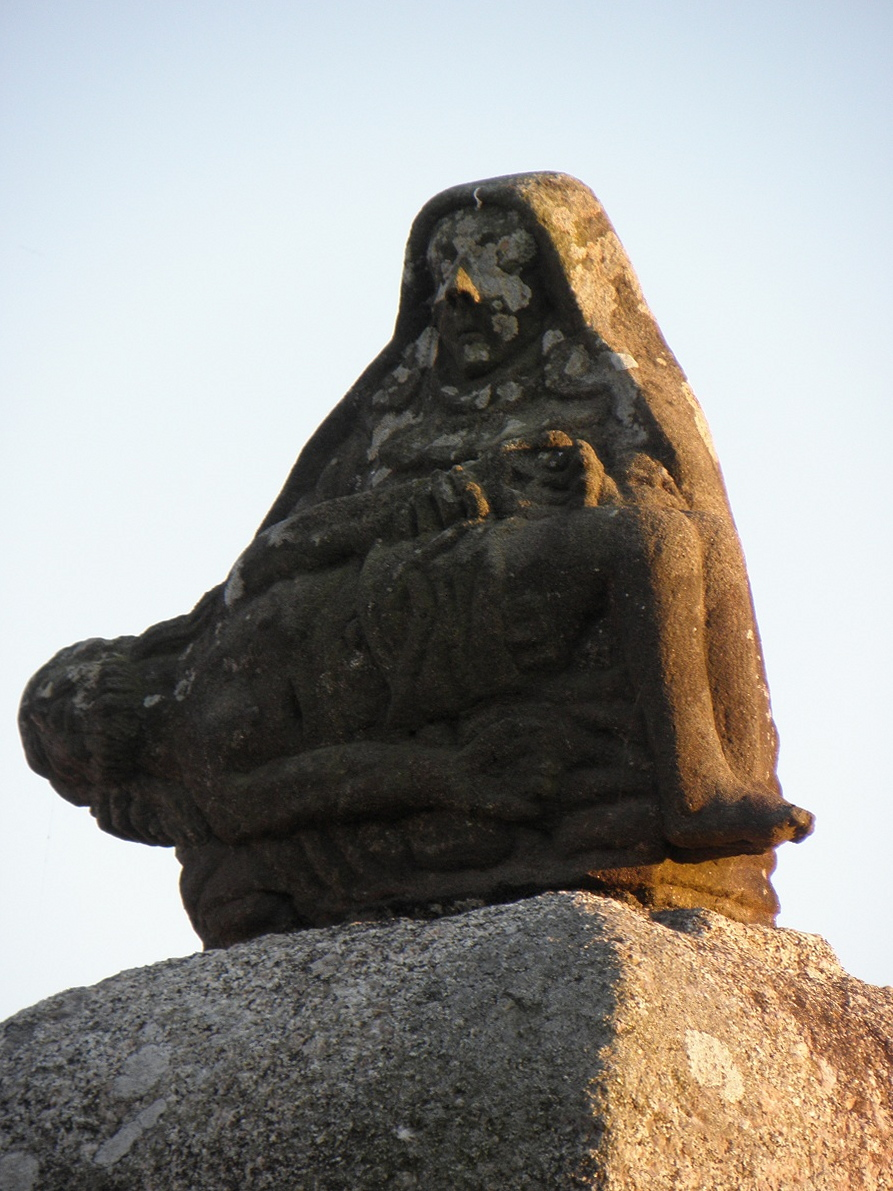
Scultura nel complesso parrocchiale di Ploudiry

Il complesso (o recinto) parrocchiale di Ploudiry (in francese: Enclos paroissial de Ploudiry) è un tipico complesso parrocchiale della cittadina di Ploudiry, nel Finistère, comprendente una chiesa (dedicata a San Pietro) del XVIII secolo e un calvario e un ossario del XVII secolo.
Il complesso è classificato come monumento storico dal 1916.

## Chiesa
La chiesa del complesso parrocchiale di Ploudiry, dedicata a San Pietro, fu iniziata nel 1635, ma in gran parte frutto di una ricostruzione del 1700 ca. Non rimane invece nulla della preesistente chiesa del XVI secolo.

### Esterni

#### Campanile
Il campanile della chiesa del complesso parrocchiale di Ploudiry è una delle parti meno antiche, essendo stato realizzato tra il 1853 e il 1857 su progetto dell'architetto Bigot dopo il crollo, avvenuto il 19 febbraio 1850, del campanile originario (a sua volta più voltre rifatto tra il XVII e il XVIII secolo).

#### Portico
Il portico della chiesa del complesso parrocchiale di Ploudiry, in stile rinascimentale, fu realizzato nel 1685.

### Interni

#### Pala d'altare del Bambin Gesù
La Pala d'altare del Bambin Gesù fu realizzata nel XVII secolo e proviene dalla chiesa del complesso parrocchiale di La Martyre, da dove fu trasferita nel 1793.

#### Pala d'altare del Rosario
La Pala d'altare del Rosario fu realizzata nel 1644.

## Calvario
Il calvario del complesso parrocchiale di Ploudiry reca le date del 1633 e 1868. Il calvario fu realizzato per volere di Joseph Léon.
Oltre a soggetti di carattere religioso, nel calvario sono raffigurate anche tre ancore, simbolo dei Mol, i signori di Kerjean-Mol.

## Ossario
L'ossario del complesso parrocchiale di Ploudiry fu realizzato nel 1635.  Andato distrutto nel 1700, fu ricostruito nel 1713.
La porta d'ingresso all'ossario è sormontata da un frontone greco.
Nella facciata è raffigurata una danza macabra in cui compaiono personaggi, tra cui l'Ankou, la rappresentazione della morte per i Bretoni.
|  |

Nell'ossario campeggia la scritta "Bonnes gentz qui par icy passez, priez Dieu pour les Trépassez", ovvero "Brava gente che passate qui, pregate Dio per i defunti".